# Jan Svoboda (policista)
Jan Svoboda (26. listopadu 1909, Číhalín – 11. května 1945, nedaleko Nové Vsi) byl český policista.

## Biografie
Jan Svoboda se narodil v roce 1909 v Číhalíně u Třebíče, po ukončení školy nastoupil k policii a v roce 1938 se stal vrchním strážmistrem policie v Brně. Během druhé světové války se stal členem odbojové organizace Odboj, která působila v okolí Třebíče. Ke konci války organizace začala bojoval proti okupantům i se zbraněmi, v dubnu roku 1945 bojovali nedaleko Nové Vsi. Velitelem skupiny byl František Ondráček, ale ten byl těžce zraněn a vedení skupiny se ujal právě Jan Svoboda. Dne 11. května 1945 skupina odbojářů v čele s Janem Svobodou narazila na skupinu německým ozbrojenců a začala střelecká bitka. Dva němečtí vojáci byli zabiti a zbytek byl zajat a odveden do třebíčského zajateckého tábora. Při bitce zemřel i Jan Svoboda, který byl stejně jako dva zabití němečtí vojáci pohřben na hřbitově v Červené Lhotě.
Po skončení války byl na místě přestřelky odhalen pomník zastřelenému Janu Svobodovi. Jeho jméno je také uvedeno na pamětní desce obětem okupace z řad policistů na Orlí ulici v Brně.